# Kopstal

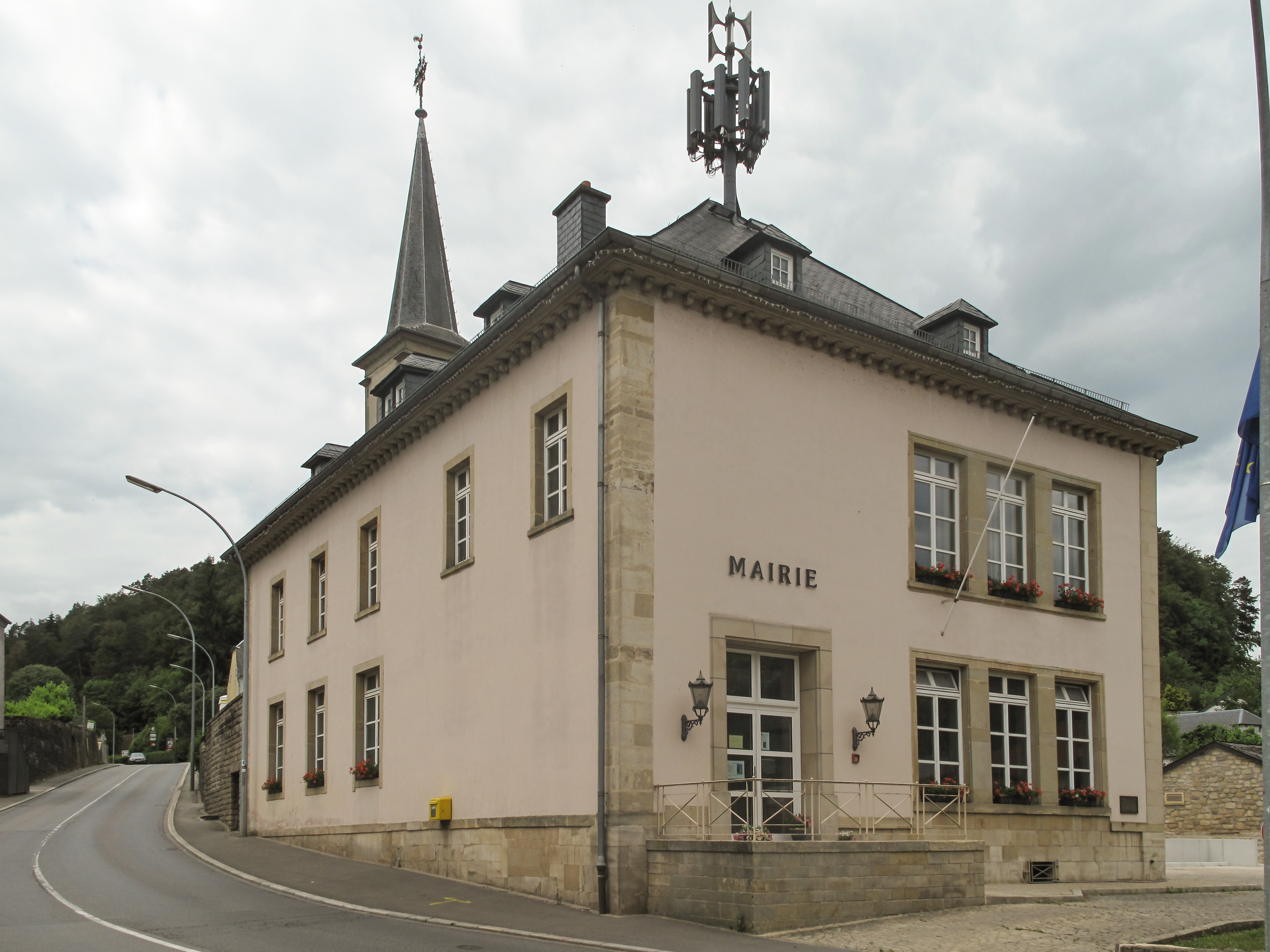
Kopstal, Rathaus

Kopstal (luxemburgisch Kopleschtⓘ) ist eine Gemeinde im Großherzogtum Luxemburg und gehört zum Kanton Capellen.

## Zusammensetzung der Gemeinde
Die Gemeinde besteht aus den Ortschaften Bridel (Briddel) und Kopstal (Koplescht).

## Geschichte

### Herkunft vom Ortsnamen Kopstal
Der Ortsname Kopstal hat seine Herkunft in der alten moselfränkischen Sprache. Koppel bedeutete Weide- und Ackerland. Die Endung -scht bedeutete Scheide oder Trennungslinie. Der Fluss Mamer war in früheren Zeiten die Grenze zwischen den Pfarreien Steinsel und Kehlen. Möglicherweise bezeichnete man im Altfränkischen den Ort deshalb als Koppelscheid. Auf Dauer wurde daraus im Volksmund Koppelscht und irgendwann aus Bequemlichkeit Koplescht.

### Herkunft vom Ortsnamen Bridel
Bridel kommt vom lateinischen Praedium („Hof“) und Praediolum („Höflein“). Praedium bedeutet übersetzt „landwirtschaftliche Gebäude“ und „Liegenschaften“. Das Diminutiv Praediolum steht für „kleines Hofgut“.
Die Geschichtsforscher R. Blum und Henri Blackes gehen davon aus, dass der heutige Rodenhof auf den Fundamenten eines römischen Gebäudes errichtet wurde. In der Nähe des Hofes wurden römische Münzen gefunden. Der Name Praediolum übertrug sich auf die umliegenden Ländereien. Mit der Zeit entwickelte sich dann der Name zu Bridel.

### Historische Funde
In Kopstal wurden im linken Talabgang neben der Merscher Straße Überreste römischer Ziegeln sowie Geschirrtrümmer gefunden. Bei Ausbauarbeiten von verschiedenen Straßen in Bridel wurden immer wieder Töpfereireste, Dachziegel und Münzen gefunden. In einer früheren Sandgrube in der ehemaligen Strassener Straße wurden tönerne Graburnen freigelegt. Es ist anzunehmen, dass in nicht allzu weiter Entfernung Menschen lebten und dort nach ihrem Tode beigesetzt wurden.

## Politik
Zum 1. Januar 2010 gab Bürgermeister Guy Linster seinen Posten an den 46-jährigen Rechtsanwalt und bisherigen Schöffen Romain Adam (är Equipe) ab. Linster behielt jedoch sein Mandat im Schöffenrat. Nach der Kommunalwahl 2017 bildeten die CSV und DP eine gemeinsame Koalition und einigten sich darauf den Bürgermeisterposten zu splitten. Von 2017 bis 2020 war Carlo Schmit (DP) im Amt des Bürgermeisters. 2020 hat Thierry Schuman (CSV) dieses Amt von Schmit übernommen.

## Töchter und Söhne der Gemeinde
- Willy Kemp (1925–2021), Radrennfahrer und Straßenmeister im luxemburgischen Radsport
- Valentin Langehegermann (* 1939), Radrennfahrer